# Grayson Allen
Grayson James Allen, né le 8 octobre 1995 à Jacksonville en Floride, est un joueur américain de basket-ball évoluant au poste d'arrière. Il mesure 1,91 m.

## Biographie

### Carrière universitaire
En 2015, il devient champion NCAA avec Duke face à Wisconsin.

### Carrière professionnelle

#### Jazz de l'Utah (2018-2019)
Allen est automatique éligible pour la draft 2018 de la NBA, où il est attendu au premier tour. Il sera choisi en 21e position par le Jazz de l'Utah. 
Le 10 avril 2019, lors du dernier match de la saison régulière de la saison NBA 2018-2019, il inscrit 40 points, battant son record en carrière malgré la défaite de son équipe contre les Clippers de Los Angeles. 

#### Grizzlies de Memphis (2019-2021)
Le 6 juillet 2019, il est transféré vers les Grizzlies de Memphis en compagnie de Kyle Korver et Jae Crowder, ainsi que le 23e choix de Draft 2019, en échange de Mike Conley.

#### Bucks de Milwaukee (2021-2023)
Le 6 août 2021, Allen est échangé aux Bucks de Milwaukee contre Sam Merrill et deux futurs seconds tours de draft.
Il est réputé pour être un "dirty player" (un "joueur sale" qui met des coups bas, brutaux comme vicieux), notamment pour avoir gravement blessé Alex Caruso.

#### Suns de Phoenix (depuis 2023)
En septembre 2023, il est transféré vers les Suns de Phoenix dans un échange impliquant les Trail Blazers, les Suns et les Bucks.

## Palmarès
- Championnat NCAA de basket-ball
  - Vainqueur : 2015

## Statistiques

### Universitaires
| Saison    | Équipe   | Matchs | Titul. | Min./m | % Tir | % 3pts | % LF | Rbds/m. | Pass/m. | Int/m. | Ctr/m. | Pts/m. |
| --------- | -------- | ------ | ------ | ------ | ----- | ------ | ---- | ------- | ------- | ------ | ------ | ------ |
| 2014-2015 | Duke     | 35     | 0      | 9,2    | 42,5  | 34,6   | 84,9 | 1,00    | 0,40    | 0,29   | 0,14   | 4,37   |
| 2015-2016 | Duke     | 36     | 35     | 36,6   | 46,6  | 41,7   | 83,7 | 4,58    | 3,53    | 1,31   | 0,14   | 21,64  |
| 2016-2017 | Duke     | 34     | 25     | 29,6   | 39,5  | 36,5   | 81,1 | 3,74    | 3,50    | 0,76   | 0,06   | 14,47  |
| 2017-2018 | Duke     | 37     | 37     | 35,6   | 41,8  | 37,0   | 85,0 | 3,32    | 4,65    | 1,73   | 0,05   | 15,46  |
| Carrière  | Carrière | 142    | 97     | 27,9   | 43,0  | 38,0   | 83,4 | 3,17    | 3,04    | 1,04   | 0,10   | 14,06  |

### Professionnelles

#### Saison régulière NBA
| Saison    | Équipe    | Matchs | Titul. | Min./m | % Tir | % 3pts | % LF | Rbds/m. | Pass/m. | Int/m. | Ctr/m. | Pts/m. |
| --------- | --------- | ------ | ------ | ------ | ----- | ------ | ---- | ------- | ------- | ------ | ------ | ------ |
| 2018-2019 | Utah      | 38     | 2      | 10,9   | 37,6  | 32,3   | 75,0 | 0,60    | 0,70    | 0,20   | 0,20   | 5,60   |
| 2019-2020 | Memphis   | 38     | 0      | 18,9   | 46,6  | 40,4   | 86,7 | 2,20    | 1,40    | 0,30   | 0,10   | 8,70   |
| 2020-2021 | Memphis   | 50     | 38     | 25,2   | 41,8  | 39,1   | 86,8 | 3,20    | 2,20    | 0,90   | 0,20   | 10,60  |
| 2021-2022 | Milwaukee | 66     | 61     | 27,3   | 44,8  | 40,9   | 86,5 | 3,40    | 1,50    | 0,70   | 0,30   | 11,10  |
| 2022-2023 | Milwaukee | 72     | 70     | 27,4   | 44,0  | 39,9   | 90,5 | 3,30    | 2,30    | 0,90   | 0,20   | 10,40  |
| 2023-2024 | Phoenix   | 75     | 74     | 33,5   | 49,9  | 46,1   | 87,8 | 3,90    | 3,00    | 0,90   | 0,60   | 13,50  |
| 2024-2025 | Phoenix   | 64     | 7      | 24,1   | 44,8  | 42,6   | 81,6 | 3,00    | 2,10    | 0,80   | 0,30   | 10,60  |
| Carrière  | Carrière  | 403    | 252    | 25,4   | 45,1  | 41,4   | 85,7 | 3,00    | 2,00    | 0,70   | 0,30   | 10,50  |

Mise à jour le 17 juillet 2025

#### Playoffs
| Saison   | Équipe    | Matchs | Titul. | Min./m | % Tir | % 3pts | % LF  | Rbds/m. | Pass/m. | Int/m. | Ctr/m. | Pts/m. |
| -------- | --------- | ------ | ------ | ------ | ----- | ------ | ----- | ------- | ------- | ------ | ------ | ------ |
| 2019     | Utah      | 2      | 0      | 7,0    | 28,6  | 0,0    | 71,4  | 0,50    | 0,00    | 0,00   | 0,00   | 4,50   |
| 2021     | Memphis   | 5      | 0      | 23,2   | 36,4  | 38,1   | 0,0   | 2,60    | 0,20    | 0,40   | 0,20   | 6,40'  |
| 2022     | Milwaukee | 12     | 5      | 25,4   | 45,1  | 39,6   | 63,6  | 2,90    | 1,30    | 0,70   | 0,30   | 8,30   |
| 2023     | Milwaukee | 5      | 5      | 29,9   | 46,3  | 48,3   | 85,7  | 2,40    | 1,80    | 0,40   | 0,00   | 11,60  |
| 2024     | Phoenix   | 2      | 2      | 21,3   | 20,0  | 20,0   | 100,0 | 4,00    | 1,00    | 0,50   | 0,00   | 3,50   |
| Carrière | Carrière  | 26     | 12     | 24,1   | 42,3  | 39,6   | 73,3  | 2,70    | 1,00    | 0,50   | 0,20   | 7,90   |

Mise à jour le 17 juillet 2025

## Records sur une rencontre en NBA
Les records personnels de Grayson Allen en NBA sont les suivants, :
| Type de statistique        | Saison régulière | Saison régulière          | Saison régulière | Playoffs | Playoffs             | Playoffs      |
| Type de statistique        | Record           | Adversaire                | Date             | Record   | Adversaire           | Date          |
| -------------------------- | ---------------- | ------------------------- | ---------------- | -------- | -------------------- | ------------- |
| Points                     | 40               | @ Clippers de Los Angeles | 10 avril 2019    | 27       | @ Bulls de Chicago   | 24 avril 2022 |
| Paniers marqués            | 12               | Mavericks de Dallas       | 25 décembre 2023 | 10       | @ Bulls de Chicago   | 24 avril 2022 |
| Paniers tentés             | 30               | @ Clippers de Los Angeles | 10 avril 2019    | 12       | 2 fois               | 2 fois        |
| Paniers à 3 points réussis | 9                | 3 fois                    | 3 fois           | 6        | @ Bulls de Chicago   | 24 avril 2022 |
| Paniers à 3 points tentés  | 17               | Mavericks de Dallas       | 25 décembre 2023 | 8        | Jazz de l'Utah       | 29 mai 2021   |
| Lancers francs réussis     | 13               | @ Clippers de Los Angeles | 10 avril 2019    | 5        | @ Rockets de Houston | 17 avril 2019 |
| Lancers francs tentés      | 14               | @ Clippers de Los Angeles | 10 avril 2019    | 7        | @ Rockets de Houston | 17 avril 2019 |
| Rebonds offensifs          | 3                | Hawks d'Atlanta           | 26 décembre 2020 | 1        | 8 fois               | 8 fois        |
| Rebonds défensifs          | 7                | 5 fois                    | 5 fois           | 6        | @ Bulls de Chicago   | 22 avril 2022 |
| Rebonds totaux             | 8                | 2 fois                    | 2 fois           | 6        | @ Bulls de Chicago   | 22 avril 2022 |
| Passes décisives           | 6                | 4 fois                    | 4 fois           | 5        | @ Celtics de Boston  | 11 mai 2022   |
| Interceptions              | 4                | 2 fois                    | 2 fois           | 3        | 2 fois               | 2 fois        |
| Contres                    | 2                | 6 fois                    | 6 fois           | 1        | 5 fois               | 5 fois        |
| Balles perdues             | 6                | Kings de Sacramento       | 5 avril 2019     | 3        | @ Celtics de Boston  | 11 mai 2022   |
| Minutes jouées             | 43               | @ Nuggets de Denver       | 19 avril 2021    | 30       | @ Celtics de Boston  | 11 mai 2022   |

- Double-double : 0
- Triple-double : 0

Dernière mise à jour : 17 août 2022